# Temporada 2023 del Campeonato Mundial de Resistencia de la FIA
La temporada 2023 del Campeonato Mundial de Resistencia de la FIA (FIA WEC) fue la undécima edición de dicho campeonato. Fue coorganizada por la Federación Internacional del Automóvil (FIA) y Automobile Club de l'Ouest (ACO).
Esta fue la primera temporada en la que los LMDh (Le Mans Daytona h) pudieron competir por el campeonato junto con los LMH (Le Mans Hypercar), después de que se les permitiera correr carrera a carrera en 2022.
Tras la disolución de la clase LMGTE Pro, la LMGTE Am permaneció como la única clase GT en 2023. Los LMGT3, que utilizan vehículos FIA GT3, reemplazaron a los LMGTE Am en 2024.

## Calendario
| Ronda   | Carrera                      | Circuito                                      | Fecha            |
| ------- | ---------------------------- | --------------------------------------------- | ---------------- |
| 0       | Prólogo                      | Sebring International Raceway, Sebring        | 11-12 de marzo   |
| 1       | 1000 Millas de Sebring       | Sebring International Raceway, Sebring        | 17 de marzo      |
| 2       | 6 Horas de Portimão          | Autódromo Internancional do Algarve, Portimão | 16 de abril      |
| 3       | 6 Horas de Spa-Francorchamps | Circuito de Spa-Francorchamps, Spa            | 29 de abril      |
| 4       | 24 Horas de Le Mans          | Circuito de La Sarthe, Le Mans                | 10-11 de junio   |
| 5       | 6 Horas de Monza             | Autodromo Nazionale di Monza, Monza           | 9 de julio       |
| 6       | 6 Horas de Fuji              | Fuji Speedway, Shizuoka                       | 10 de septiembre |
| 7       | 8 Horas de Baréin            | Circuito Internacional de Baréin, Sakhir      | 4 de noviembre   |
| Fuente: |                              |                                               |                  |

## Escuderías y pilotos

### Hypercar
Todos los participantes utilizan neumáticos Michelin.
| Escudería                 | Automóvil               | Motor                       | Híbrido            | N.º | Pilotos                | Rondas |
| ------------------------- | ----------------------- | --------------------------- | ------------------ | --- | ---------------------- | ------ |
| Cadillac Racing           | Cadillac V-Series.R     | Cadillac 5.5 L DOHC V8      | HY                 | 2   | Earl Bamber            | 1-4    |
| Cadillac Racing           | Cadillac V-Series.R     | Cadillac 5.5 L DOHC V8      | HY                 | 2   | Alex Lynn              | 1-4    |
| Cadillac Racing           | Cadillac V-Series.R     | Cadillac 5.5 L DOHC V8      | HY                 | 2   | Richard Westbrook      | 1-4    |
| Floyd Vanwall Racing Team | Vanwall Vandervell 680  | Gibson GL458 4.5 L V8       |                    | 4   | Tom Dillmann           | 1-4    |
| Floyd Vanwall Racing Team | Vanwall Vandervell 680  | Gibson GL458 4.5 L V8       | Esteban Guerrieri  | 4   | 1-4                    |        |
| Floyd Vanwall Racing Team | Vanwall Vandervell 680  | Gibson GL458 4.5 L V8       | Jacques Villeneuve | 4   | 1-3                    |        |
| Floyd Vanwall Racing Team | Vanwall Vandervell 680  | Gibson GL458 4.5 L V8       | Tristan Vautier    | 4   | 4                      |        |
| Porsche Penske Motorsport | Porsche 963             | Porsche 4.6 L Twin-Turbo V8 | HY                 | 5   | Dane Cameron           | 1-4    |
| Porsche Penske Motorsport | Porsche 963             | Porsche 4.6 L Twin-Turbo V8 | HY                 | 5   | Michael Christensen    | 1-4    |
| Porsche Penske Motorsport | Porsche 963             | Porsche 4.6 L Twin-Turbo V8 | HY                 | 5   | Frédéric Makowiecki    | 1-4    |
| Porsche Penske Motorsport | Porsche 963             | Porsche 4.6 L Twin-Turbo V8 | HY                 | 6   | Kévin Estre            | 1-4    |
| Porsche Penske Motorsport | Porsche 963             | Porsche 4.6 L Twin-Turbo V8 | HY                 | 6   | André Lotterer         | 1-4    |
| Porsche Penske Motorsport | Porsche 963             | Porsche 4.6 L Twin-Turbo V8 | HY                 | 6   | Laurens Vanthoor       | 1-4    |
| Toyota Gazoo Racing       | Toyota GR010 Hybrid     | Toyota 3.5 L Turbo V6       | HY                 | 7   | Mike Conway            | 1-4    |
| Toyota Gazoo Racing       | Toyota GR010 Hybrid     | Toyota 3.5 L Turbo V6       | HY                 | 7   | Kamui Kobayashi        | 1-4    |
| Toyota Gazoo Racing       | Toyota GR010 Hybrid     | Toyota 3.5 L Turbo V6       | HY                 | 7   | José María López       | 1-4    |
| Toyota Gazoo Racing       | Toyota GR010 Hybrid     | Toyota 3.5 L Turbo V6       | HY                 | 8   | Sébastien Buemi        | 1-4    |
| Toyota Gazoo Racing       | Toyota GR010 Hybrid     | Toyota 3.5 L Turbo V6       | HY                 | 8   | Brendon Hartley        | 1-4    |
| Toyota Gazoo Racing       | Toyota GR010 Hybrid     | Toyota 3.5 L Turbo V6       | HY                 | 8   | Ryō Hirakawa           | 1-4    |
| Hertz Team Jota           | Porsche 963             | Porsche 4.6 L Twin-Turbo V8 | HY                 | 38  | António Félix da Costa | 3-4    |
| Hertz Team Jota           | Porsche 963             | Porsche 4.6 L Twin-Turbo V8 | HY                 | 38  | Will Stevens           | 3-4    |
| Hertz Team Jota           | Porsche 963             | Porsche 4.6 L Twin-Turbo V8 | HY                 | 38  | Ye Yifei               | 3-4    |
| Ferrari - AF Corse        | Ferrari 499P            | Ferrari 3.0 L Turbo V6      | HY                 | 50  | Nicklas Nielsen        | 1-4    |
| Ferrari - AF Corse        | Ferrari 499P            | Ferrari 3.0 L Turbo V6      | HY                 | 50  | Miguel Molina          | 1-4    |
| Ferrari - AF Corse        | Ferrari 499P            | Ferrari 3.0 L Turbo V6      | HY                 | 50  | Antonio Fuoco          | 1-4    |
| Ferrari - AF Corse        | Ferrari 499P            | Ferrari 3.0 L Turbo V6      | HY                 | 51  | Alessandro Pier Guidi  | 1-4    |
| Ferrari - AF Corse        | Ferrari 499P            | Ferrari 3.0 L Turbo V6      | HY                 | 51  | James Calado           | 1-4    |
| Ferrari - AF Corse        | Ferrari 499P            | Ferrari 3.0 L Turbo V6      | HY                 | 51  | Antonio Giovinazzi     | 1-4    |
| Peugeot TotalEnergies     | Peugeot 9X8             | Peugeot 2.6 L Turbo V6      | HY                 | 93  | Paul di Resta          | 1-4    |
| Peugeot TotalEnergies     | Peugeot 9X8             | Peugeot 2.6 L Turbo V6      | HY                 | 93  | Mikkel Jensen          | 1-4    |
| Peugeot TotalEnergies     | Peugeot 9X8             | Peugeot 2.6 L Turbo V6      | HY                 | 93  | Jean-Éric Vergne       | 1-4    |
| Peugeot TotalEnergies     | Peugeot 9X8             | Peugeot 2.6 L Turbo V6      | HY                 | 94  | Loïc Duval             | 1-4    |
| Peugeot TotalEnergies     | Peugeot 9X8             | Peugeot 2.6 L Turbo V6      | HY                 | 94  | Gustavo Menezes        | 1-4    |
| Peugeot TotalEnergies     | Peugeot 9X8             | Peugeot 2.6 L Turbo V6      | HY                 | 94  | Nico Müller            | 1-4    |
| Proton Competition        | Porsche 963             | Porsche 4.6 L Twin-Turbo V8 | HY                 | 99  | Gianmaria Bruni        |        |
| Proton Competition        | Porsche 963             | Porsche 4.6 L Twin-Turbo V8 | HY                 | 99  | Harry Tincknell        |        |
| Proton Competition        | Porsche 963             | Porsche 4.6 L Twin-Turbo V8 | HY                 | 99  | Neel Jani              |        |
| Glickenhaus Racing        | Glickenhaus SCG 007 LMH | Glickenhaus 3.5 L Turbo V8  |                    | 708 | Romain Dumas           | 1-4    |
| Glickenhaus Racing        | Glickenhaus SCG 007 LMH | Glickenhaus 3.5 L Turbo V8  | Olivier Pla        | 708 | 1-4                    |        |
| Glickenhaus Racing        | Glickenhaus SCG 007 LMH | Glickenhaus 3.5 L Turbo V8  | Ryan Briscoe       | 708 | 1-2, 4                 |        |
| Glickenhaus Racing        | Glickenhaus SCG 007 LMH | Glickenhaus 3.5 L Turbo V8  | Franck Mailleux    | 708 | 3                      |        |

### LMP2
Todos los participantes utilizan el Oreca 07-Gibson GK428 V8 con neumáticos Goodyear.
| Escudería                 | N.º | Pilotos                  | Rondas |
| ------------------------- | --- | ------------------------ | ------ |
| Prema Racing              | 9   | Filip Ugran              | 1-4    |
| Prema Racing              | 9   | Bent Viscaal             | 1-4    |
| Prema Racing              | 9   | Andrea Caldarelli        | 1, 3   |
| Prema Racing              | 9   | Juan Manuel Correa       | 2, 4   |
| Prema Racing              | 63  | Mirko Bortolotti         | 1-4    |
| Prema Racing              | 63  | Daniil Kvyat             | 1-4    |
| Prema Racing              | 63  | Doriane Pin              | 1-4    |
| Prema Racing              | 63  | Mathias Beche            |        |
| Vector Sport              | 10  | Ryan Cullen              | 1-4    |
| Vector Sport              | 10  | Matthias Kaiser          | 1-4    |
| Vector Sport              | 10  | Gabriel Aubry            | 1-4    |
| United Autosports         | 22  | Ben Hanley               | 1-4    |
| United Autosports         | 22  | Philip Hanson            | 1-4    |
| United Autosports         | 22  | Filipe Albuquerque       | 1, 3-4 |
| United Autosports         | 22  | Frederick Lubin          | 2      |
| United Autosports         | 23  | Oliver Jarvis            | 1-4    |
| United Autosports         | 23  | Josh Pierson             | 1-4    |
| United Autosports         | 23  | Tom Blomqvist            | 1, 3-4 |
| United Autosports         | 23  | Giedo van der Garde      | 2      |
| Jota Sport                | 28  | Pietro Fittipaldi        | 1-4    |
| Jota Sport                | 28  | David Heinemeier Hansson | 1-4    |
| Jota Sport                | 28  | Oliver Rasmussen         | 1-4    |
| Team WRT                  | 31  | Sean Gelael              | 1-4    |
| Team WRT                  | 31  | Robin Frijns             | 1-4    |
| Team WRT                  | 31  | Ferdinand Habsburg       | 1-4    |
| Team WRT                  | 41  | Rui Andrade              | 1-4    |
| Team WRT                  | 41  | Louis Delétraz           | 1-4    |
| Team WRT                  | 41  | Robert Kubica            | 1-4    |
| Inter Europol Competition | 34  | Fabio Scherer            | 1-4    |
| Inter Europol Competition | 34  | Jakub Śmiechowski        | 1-4    |
| Inter Europol Competition | 34  | Albert Costa             | 1-4    |
| Alpine Elf Team           | 35  | André Negrão             | 1-4    |
| Alpine Elf Team           | 35  | Memo Rojas               | 1-4    |
| Alpine Elf Team           | 35  | Olli Caldwell            | 1-4    |
| Alpine Elf Team           | 36  | Matthieu Vaxivière       | 1-4    |
| Alpine Elf Team           | 36  | Charles Milesi           | 1-4    |
| Alpine Elf Team           | 36  | Julien Canal             | 1-4    |

### LMGTE Am
Todos los participantes utilizan neumáticos Michelin.
| Escudería              | Automóvil                | Motor                         | N.º | Pilotos               | Rondas |
| ---------------------- | ------------------------ | ----------------------------- | --- | --------------------- | ------ |
| AF Corse               | Ferrari 488 GTE Evo      | Ferrari F154CB 3.9 L Turbo V8 | 21  | Stefano Costantini    | 1      |
| AF Corse               | Ferrari 488 GTE Evo      | Ferrari F154CB 3.9 L Turbo V8 | 21  | Simon Mann            | 1-4    |
| AF Corse               | Ferrari 488 GTE Evo      | Ferrari F154CB 3.9 L Turbo V8 | 21  | Ulysse de Pauw        | 1-4    |
| AF Corse               | Ferrari 488 GTE Evo      | Ferrari F154CB 3.9 L Turbo V8 | 21  | Diego Alessi          | 2-3    |
| AF Corse               | Ferrari 488 GTE Evo      | Ferrari F154CB 3.9 L Turbo V8 | 21  | Julien Piguet         | 4      |
| AF Corse               | Ferrari 488 GTE Evo      | Ferrari F154CB 3.9 L Turbo V8 | 54  | Francesco Castellacci | 1-4    |
| AF Corse               | Ferrari 488 GTE Evo      | Ferrari F154CB 3.9 L Turbo V8 | 54  | Thomas Flohr          | 1-4    |
| AF Corse               | Ferrari 488 GTE Evo      | Ferrari F154CB 3.9 L Turbo V8 | 54  | Davide Rigon          | 1-4    |
| Richard Mille AF Corse | Ferrari 488 GTE Evo      | Ferrari F154CB 3.9 L Turbo V8 | 83  | Luis Pérez Companc    | 1-4    |
| Richard Mille AF Corse | Ferrari 488 GTE Evo      | Ferrari F154CB 3.9 L Turbo V8 | 83  | Alessio Rovera        | 1-4    |
| Richard Mille AF Corse | Ferrari 488 GTE Evo      | Ferrari F154CB 3.9 L Turbo V8 | 83  | Lilou Wadoux          | 1-4    |
| ORT by TF Sport        | Aston Martin Vantage AMR | Aston Martin 4.0 L Turbo V8   | 25  | Ahmad Al Harthy       | 1-4    |
| ORT by TF Sport        | Aston Martin Vantage AMR | Aston Martin 4.0 L Turbo V8   | 25  | Michael Dinan         | 1-4    |
| ORT by TF Sport        | Aston Martin Vantage AMR | Aston Martin 4.0 L Turbo V8   | 25  | Charlie Eastwood      | 1-4    |
| D'Station Racing       | Aston Martin Vantage AMR | Aston Martin 4.0 L Turbo V8   | 777 | Tomonobu Fujii        | 1-4    |
| D'Station Racing       | Aston Martin Vantage AMR | Aston Martin 4.0 L Turbo V8   | 777 | Satoshi Hoshino       | 1-4    |
| D'Station Racing       | Aston Martin Vantage AMR | Aston Martin 4.0 L Turbo V8   | 777 | Casper Stevenson      | 1-4    |
| Corvette Racing        | Chevrolet Corvette C8.R  | Chevrolet 5.5 L V8            | 33  | Nicky Catsburg        | 1-4    |
| Corvette Racing        | Chevrolet Corvette C8.R  | Chevrolet 5.5 L V8            | 33  | Ben Keating           | 1-4    |
| Corvette Racing        | Chevrolet Corvette C8.R  | Chevrolet 5.5 L V8            | 33  | Nicolás Varrone       | 1-4    |
| Project 1 - AO         | Porsche 911 RSR-19       | Porsche 4.2 L Flat-6          | 56  | Matteo Cairoli        | 1-4    |
| Project 1 - AO         | Porsche 911 RSR-19       | Porsche 4.2 L Flat-6          | 56  | P.J. Hyett            | 1, 3-4 |
| Project 1 - AO         | Porsche 911 RSR-19       | Porsche 4.2 L Flat-6          | 56  | Gunnar Jeannette      | 1, 3-4 |
| Project 1 - AO         | Porsche 911 RSR-19       | Porsche 4.2 L Flat-6          | 56  | Guilherme Oliveira    | 2      |
| Project 1 - AO         | Porsche 911 RSR-19       | Porsche 4.2 L Flat-6          | 56  | Miguel Ramos          | 2      |
| Kessel Racing          | Ferrari 488 GTE Evo      | Ferrari F154CB 3.9 L Turbo V8 | 57  | Scott Huffaker        | 1-4    |
| Kessel Racing          | Ferrari 488 GTE Evo      | Ferrari F154CB 3.9 L Turbo V8 | 57  | Takeshi Kimura        | 1-4    |
| Kessel Racing          | Ferrari 488 GTE Evo      | Ferrari F154CB 3.9 L Turbo V8 | 57  | Daniel Serra          | 1-4    |
| Iron Lynx              | Porsche 911 RSR-19       | Porsche 4.2 L Flat-6          | 60  | Claudio Schiavoni     | 1-4    |
| Iron Lynx              | Porsche 911 RSR-19       | Porsche 4.2 L Flat-6          | 60  | Alessio Picariello    | 1-4    |
| Iron Lynx              | Porsche 911 RSR-19       | Porsche 4.2 L Flat-6          | 60  | Matteo Cressoni       | 1-4    |
| Iron Dames             | Porsche 911 RSR-19       | Porsche 4.2 L Flat-6          | 85  | Sarah Bovy            | 1-4    |
| Iron Dames             | Porsche 911 RSR-19       | Porsche 4.2 L Flat-6          | 85  | Rahel Frey            | 1-4    |
| Iron Dames             | Porsche 911 RSR-19       | Porsche 4.2 L Flat-6          | 85  | Michelle Gatting      | 1-4    |
| Dempsey-Proton Racing  | Porsche 911 RSR-19       | Porsche 4.2 L Flat-6          | 77  | Christian Ried        | 1-4    |
| Dempsey-Proton Racing  | Porsche 911 RSR-19       | Porsche 4.2 L Flat-6          | 77  | Mikkel O. Pedersen    | 1-4    |
| Dempsey-Proton Racing  | Porsche 911 RSR-19       | Porsche 4.2 L Flat-6          | 77  | Julien Andlauer       | 1-4    |
| Proton Competition     | Porsche 911 RSR-19       | Porsche 4.2 L Flat-6          | 88  | Ryan Hardwick         | 1-4    |
| Proton Competition     | Porsche 911 RSR-19       | Porsche 4.2 L Flat-6          | 88  | Zacharie Robichon     | 1-3    |
| Proton Competition     | Porsche 911 RSR-19       | Porsche 4.2 L Flat-6          | 88  | Harry Tincknell       | 1-3    |
| Proton Competition     | Porsche 911 RSR-19       | Porsche 4.2 L Flat-6          | 88  | Brendan Iribe         | 4      |
| Proton Competition     | Porsche 911 RSR-19       | Porsche 4.2 L Flat-6          | 88  | Ollie Millroy         | 4      |
| GR Racing              | Porsche 911 RSR-19       | Porsche 4.2 L Flat-6          | 86  | Michael Wainwright    | 1-4    |
| GR Racing              | Porsche 911 RSR-19       | Porsche 4.2 L Flat-6          | 86  | Riccardo Pera         | 1-4    |
| GR Racing              | Porsche 911 RSR-19       | Porsche 4.2 L Flat-6          | 86  | Ben Barker            | 1-4    |
| Northwest AMR          | Aston Martin Vantage AMR | Aston Martin 4.0 L Turbo V8   | 98  | Paul Dalla Lana       | 1-2    |
| Northwest AMR          | Aston Martin Vantage AMR | Aston Martin 4.0 L Turbo V8   | 98  | Axcil Jefferies       | 1-2    |
| Northwest AMR          | Aston Martin Vantage AMR | Aston Martin 4.0 L Turbo V8   | 98  | Nicki Thiim           | 1-2    |
| Northwest AMR          | Aston Martin Vantage AMR | Aston Martin 4.0 L Turbo V8   | 98  | Ian James             | 3-4    |
| Northwest AMR          | Aston Martin Vantage AMR | Aston Martin 4.0 L Turbo V8   | 98  | Daniel Mancinelli     | 3-4    |
| Northwest AMR          | Aston Martin Vantage AMR | Aston Martin 4.0 L Turbo V8   | 98  | Alex Riberas          | 3-4    |

## Resultados por carrera
| Ronda | Circuito          | Ganadores                                             | Ganadores                                                   | Ganadores                                       | Resultados |
| Ronda | Circuito          | Hypercar                                              | LMP2                                                        | LMGTE Am                                        | Resultados |
| ----- | ----------------- | ----------------------------------------------------- | ----------------------------------------------------------- | ----------------------------------------------- | ---------- |
| 1     | Sebring           | N.º 7 Toyota Gazoo Racing                             | N.º 22 United Autosports                                    | N.º 33 Corvette Racing                          | Resultados |
| 1     | Sebring           | Mike Conway Kamui Kobayashi José María López          | Filipe Albuquerque Philip Hanson Frederick Lubin            | Nicky Catsburg Ben Keating Nicolás Varrone      | Resultados |
| 2     | Portimão          | N.º 8 Toyota Gazoo Racing                             | N.º 23 United Autosports                                    | N.º 33 Corvette Racing                          | Resultados |
| 2     | Portimão          | Sébastien Buemi Brendon Hartley Ryō Hirakawa          | Oliver Jarvis Josh Pierson Giedo van der Garde              | Nicky Catsburg Ben Keating Nicolás Varrone      | Resultados |
| 3     | Spa-Francorchamps | N.º 7 Toyota Gazoo Racing                             | N.º 41 Team WRT                                             | N.º 83 Richard Mille AF Corse                   | Resultados |
| 3     | Spa-Francorchamps | Mike Conway Kamui Kobayashi José María López          | Rui Andrade Louis Delétraz Robert Kubica                    | Luis Pérez Companc Alessio Rovera Lilou Wadoux  | Resultados |
| 4     | Le Mans           | N.º 51 Ferrari AF Corse                               | N.º 34 Inter Europol Competition                            | N.º 33 Corvette Racing                          | Resultados |
| 4     | Le Mans           | James Calado Antonio Giovinazzi Alessandro Pier Guidi | Albert Costa Fabio Scherer Jakub Śmiechowski                | Nicky Catsburg Ben Keating Nicolás Varrone      | Resultados |
| 5     | Monza             | N.º 7 Toyota Gazoo Racing                             | N.º 28 Jota                                                 | N.º 77 Dempsey - Proton Competition             | Resultados |
| 5     | Monza             | Mike Conway Kamui Kobayashi José María López          | Pietro Fittipaldi David Heinemeier Hansson Oliver Rasmussen | Christian Ried Mikkel Pedersen Julien Andlauer  | Resultados |
| 6     | Fuji              | N.º 7 Toyota Gazoo Racing                             | N.º 41 Team WRT                                             | N.º 54 AF Corse                                 | Resultados |
| 6     | Fuji              | Mike Conway Kamui Kobayashi José María López          | Rui Andrade Louis Delétraz Robert Kubica                    | Francesco Castellacci Thomas Flohr Davide Rigon | Resultados |
| 7     | Baréin            | N.º 8 Toyota Gazoo Racing                             | N.º 41 Team WRT                                             | N.º 85 Iron Dames                               | Resultados |
| 7     | Baréin            | Sébastien Buemi Brendon Hartley Ryō Hirakawa          | Rui Andrade Louis Delétraz Robert Kubica                    | Sarah Bovy Rahel Frey Michelle Gatting          | Resultados |

## Clasificaciones

### Puntuaciones
| Duración | 1.º | 2.º | 3.º | 4.º | 5.º | 6.º | 7.º | 8.º | 9.º | 10.º | Pole |
| 6 Horas  | 25  | 18  | 15  | 12  | 10  | 8   | 6   | 4   | 2   | 1    | 1    |
| 8 Horas  | 38  | 27  | 23  | 18  | 15  | 12  | 9   | 6   | 3   | 2    | 1    |
| 24 Horas | 50  | 36  | 30  | 24  | 20  | 16  | 12  | 8   | 4   | 2    | 1    |

### Campeonato de Pilotos

#### Hypercar
| Pos. | Piloto                 | Equipo                    | SEB | POR | SPA | LMS | MNZ | FUJ | BHR | Puntos |
| ---- | ---------------------- | ------------------------- | --- | --- | --- | --- | --- | --- | --- | ------ |
| 1    | Sébastien Buemi        | Toyota Gazoo Racing       | 2   | 1   | 2   | 2   | 6   | 2   | 1   | 172    |
| 1    | Brendon Hartley        | Toyota Gazoo Racing       | 2   | 1   | 2   | 2   | 6   | 2   | 1   | 172    |
| 1    | Ryō Hirakawa           | Toyota Gazoo Racing       | 2   | 1   | 2   | 2   | 6   | 2   | 1   | 172    |
| 2    | Mike Conway            | Toyota Gazoo Racing       | 1   | 9   | 1   | Ret | 1   | 1   | 2   | 145    |
| 2    | Kamui Kobayashi        | Toyota Gazoo Racing       | 1   | 9   | 1   | Ret | 1   | 1   | 2   | 145    |
| 2    | José María López       | Toyota Gazoo Racing       | 1   | 9   | 1   | Ret | 1   | 1   | 2   | 145    |
| 3    | Antonio Fuoco          | Ferrari AF Corse          | 3   | 2   | Ret | 4   | 2   | 4   | 3   | 120    |
| 3    | Miguel Molina          | Ferrari AF Corse          | 3   | 2   | Ret | 4   | 2   | 4   | 3   | 120    |
| 3    | Nicklas Nielsen        | Ferrari AF Corse          | 3   | 2   | Ret | 4   | 2   | 4   | 3   | 120    |
| 4    | James Calado           | Ferrari AF Corse          | 7   | 6   | 3   | 1   | 5   | 5   | 6   | 114    |
| 4    | Antonio Giovinazzi     | Ferrari AF Corse          | 7   | 6   | 3   | 1   | 5   | 5   | 6   | 114    |
| 4    | Alessandro Pier Guidi  | Ferrari AF Corse          | 7   | 6   | 3   | 1   | 5   | 5   | 6   | 114    |
| 5    | Earl Bamber            | Cadillac Racing           | 4   | 4   | 5   | 3   | 10  | 10  | 11  | 72     |
| 5    | Alex Lynn              | Cadillac Racing           | 4   | 4   | 5   | 3   | 10  | 10  | 11  | 72     |
| 5    | Richard Westbrook      | Cadillac Racing           | 4   | 4   | 5   | 3   | 10  | 10  | 11  | 72     |
| 6    | Kévin Estre            | Porsche Penske Motorsport | 6   | 3   | Ret | 8   | 7   | 3   | 5   | 71     |
| 6    | André Lotterer         | Porsche Penske Motorsport | 6   | 3   | Ret | 8   | 7   | 3   | 5   | 71     |
| 6    | Laurens Vanthoor       | Porsche Penske Motorsport | 6   | 3   | Ret | 8   | 7   | 3   | 5   | 71     |
| 7    | Dane Cameron           | Porsche Penske Motorsport | 5   | 10  | 4   | 7   | 4   | 12  | 7   | 61     |
| 7    | Michael Christensen    | Porsche Penske Motorsport | 5   | 10  | 4   | 7   | 4   | 12  | 7   | 61     |
| 7    | Frédéric Makowiecki    | Porsche Penske Motorsport | 5   | 10  | 4   | 7   | 4   | 12  | 7   | 61     |
| 8    | Mikkel Jensen          | Peugeot TotalEnergies     | 9   | 7   | 8   | 6   | 3   | 8   | 9   | 51     |
| 8    | Paul di Resta          | Peugeot TotalEnergies     | 9   | 7   | 8   | 6   | 3   | 8   | 9   | 51     |
| 8    | Jean-Éric Vergne       | Peugeot TotalEnergies     | 9   | 7   | 8   | 6   | 3   | 8   | 9   | 51     |
| 9    | António Félix da Costa | Hertz Team Jota           |     |     | 6   | 10  | 9   | 6   | 4   | 38     |
| 9    | Will Stevens           | Hertz Team Jota           |     |     | 6   | 10  | 9   | 6   | 4   | 38     |
| 9    | Ye Yifei               | Hertz Team Jota           |     |     | 6   | 10  | 9   | 6   | 4   | 38     |
| 10   | Romain Dumas           | Glickenhaus Racing        | Ret | 8   | 7   | 5   | 8   |     |     | 34     |
| 10   | Olivier Pla            | Glickenhaus Racing        | Ret | 8   | 7   | 5   | 8   |     |     | 34     |
| 11   | Loïc Duval             | Peugeot TotalEnergies     | NC  | 5   | 9   | 9   | 11  | 7   | 8   | 28     |
| 11   | Gustavo Menezes        | Peugeot TotalEnergies     | NC  | 5   | 9   | 9   | 11  | 7   | 8   | 28     |
| 12   | Ryan Briscoe           | Glickenhaus Racing        | Ret | 8   |     | 5   |     |     |     | 24     |
| 12   | Ryan Briscoe           | Floyd Vanwall Racing Team |     |     |     |     |     |     | 12  | 24     |
| 13   | Nico Müller            | Peugeot TotalEnergies     | NC  | 5   | 9   | 9   | 11  |     | 8   | 22     |
| 14   | Franck Mailleux        | Glickenhaus Racing        |     |     | 7   |     |     |     |     | 6      |
| 15   | Stoffel Vandoorne      | Peugeot TotalEnergies     |     |     |     |     |     | 7   |     | 6      |
| 16   | Esteban Guerrieri      | Floyd Vanwall Racing Team | 8   | Ret | Ret | Ret | 12  | 11  | 12  | 6      |
| 17   | Tom Dillmann           | Floyd Vanwall Racing Team | 8   | Ret | Ret | Ret |     |     |     | 6      |
| 18   | Jacques Villeneuve     | Floyd Vanwall Racing Team | 8   | Ret | Ret |     |     |     |     | 6      |
| 19   | Nathanaël Berthon      | Glickenhaus Racing        |     |     |     |     | 8   |     |     | 4      |
| 20   | Gianmaria Bruni        | Proton Competition        |     |     |     |     | Ret | 9   | 10  | 4      |
| 20   | Neel Jani              | Proton Competition        |     |     |     |     | Ret | 9   | 10  | 4      |
| 20   | Harry Tincknell        | Proton Competition        |     |     |     |     | Ret | 9   | 10  | 4      |
| 21   | Tristan Vautier        | Floyd Vanwall Racing Team |     |     |     | Ret | 12  | 11  | 12  | 0      |
| 22   | João Paulo de Oliveira | Floyd Vanwall Racing Team |     |     |     |     | 12  | 11  |     | 0      |
| Pos. | Piloto                 | Equipo                    | SEB | POR | SPA | LMS | MNZ | FUJ | BHR | Puntos |

| Color     | Resultado                                                               |
| --------- | ----------------------------------------------------------------------- |
| Oro       | Ganador                                                                 |
| Plata     | 2.ª plaza                                                               |
| Bronce    | 3.ª plaza                                                               |
| Verde     | Finalizó en los puntos                                                  |
| Azul      | Finalizó sin puntos                                                     |
| Azul      | NC - No clasificado                                                     |
| Violeta   | Ret - No terminó (Carrera)                                              |
| Rojo      | DNQ - No se clasificó                                                   |
| Negro     | DSQ - Descalificado                                                     |
| Blanco    | DNS - No empezó (carrera)                                               |
| Blanco    | WD - Retirado (fin de semana)                                           |
| Blanco    | C - Carrera cancelada                                                   |
| Sin color | DNP - Inscrito pero no participó                                        |
| Sin color | INJ - Lesionado                                                         |
| Sin color | EX - Excluido                                                           |
| Estado    | Resultado                                                               |
| Negrita   | Pole position                                                           |
| Cursiva   | Vuelta rápida                                                           |
| †         | Abandona, pero clasifica al completar el porcentaje requerido para ello |

#### LMP2
| Pos. | Piloto                   | Equipo                    | SEB | POR | SPA | LMS | MNZ | FUJ | BHR | Puntos |
| ---- | ------------------------ | ------------------------- | --- | --- | --- | --- | --- | --- | --- | ------ |
| 1    | Rui Andrade              | Team WRT                  | 4   | 3   | 1   | 2   | 3   | 1   | 1   | 173    |
| 1    | Louis Delétraz           | Team WRT                  | 4   | 3   | 1   | 2   | 3   | 1   | 1   | 173    |
| 1    | Robert Kubica            | Team WRT                  | 4   | 3   | 1   | 2   | 3   | 1   | 1   | 173    |
| 2    | Albert Costa             | Inter Europol Competition | 3   | 9   | 3   | 1   | 5   | 9   | 6   | 114    |
| 2    | Fabio Scherer            | Inter Europol Competition | 3   | 9   | 3   | 1   | 5   | 9   | 6   | 114    |
| 2    | Jakub Śmiechowski        | Inter Europol Competition | 3   | 9   | 3   | 1   | 5   | 9   | 6   | 114    |
| 3    | Philip Hanson            | United Autosports         | 1   | 2   | 5   | 8   | 6   | 2   | 9   | 104    |
| 3    | Frederick Lubin          | United Autosports         | 1   | 2   | 5   | 8   | 6   | 2   | 9   | 104    |
| 4    | Robin Frijns             | Team WRT                  | 6   | 6   | 6   | 4   | Ret | 3   | 2   | 94     |
| 4    | Sean Gelael              | Team WRT                  | 6   | 6   | 6   | 4   | Ret | 3   | 2   | 94     |
| 4    | Ferdinand Habsburg       | Team WRT                  | 6   | 6   | 6   | 4   | Ret | 3   | 2   | 94     |
| 5    | Oliver Jarvis            | United Autosports         | Ret | 1   | 2   | 6   | 4   | 4   | 8   | 92     |
| 5    | Josh Pierson             | United Autosports         | Ret | 1   | 2   | 6   | 4   | 4   | 8   | 92     |
| 6    | Pietro Fittipaldi        | Jota                      | 5   | 7   | 9   | 9   | 1   | 6   | 3   | 84     |
| 6    | David Heinemeier Hansson | Jota                      | 5   | 7   | 9   | 9   | 1   | 6   | 3   | 84     |
| 6    | Oliver Rasmussen         | Jota                      | 5   | 7   | 9   | 9   | 1   | 6   | 3   | 84     |
| 7    | Julien Canal             | Alpine Elf Team           | 8   | 8   | 7   | 3   | 2   | 5   | 7   | 83     |
| 7    | Charles Milesi           | Alpine Elf Team           | 8   | 8   | 7   | 3   | 2   | 5   | 7   | 83     |
| 7    | Matthieu Vaxivière       | Alpine Elf Team           | 8   | 8   | 7   | 3   | 2   | 5   | 7   | 83     |
| 8    | Filipe Albuquerque       | United Autosports         | 1   |     | 5   | 8   |     | 2   | 9   | 78     |
| 9    | Daniil Kvyat             | Prema Racing              | 2   | 4   | 10  | Ret | 7   | 10  | 5   | 63     |
| 9    | Doriane Pin              | Prema Racing              | 2   | 4   | 10  | Ret | 7   | 10  | 5   | 63     |
| 10   | Filip Ugran              | Prema Racing              | 7   | 5   | 4   | 10  | 9   | 8   | 4   | 57     |
| 10   | Bent Viscaal             | Prema Racing              | 7   | 5   | 4   | 10  | 9   | 8   | 4   | 57     |
| 11   | Mirko Bortolotti         | Prema Racing              | 2   | 4   | 10  | Ret |     |     | 5   | 56     |
| 12   | Tom Blomqvist            | United Autosports         | Ret |     | 2   | 6   |     |     | 8   | 43     |
| 13   | Ben Hanley               | United Autosports         |     | 2   |     |     | 6   | 4   |     | 38     |
| 14   | Giedo van der Garde      | United Autosports         |     | 1   |     |     | 4   |     |     | 37     |
| 15   | Juan Manuel Correa       | Prema Racing              |     | 5   |     | 10  |     | 8   | 4   | 34     |
| 16   | Gabriel Aubry            | Vector Sport              | 9   | 11  | Ret | 5   | Ret | 7   | NC  | 29     |
| 16   | Ryan Cullen              | Vector Sport              | 9   | 11  | Ret | 5   | Ret | 7   | NC  | 29     |
| 16   | Matthias Kaiser          | Vector Sport              | 9   | 11  | Ret | 5   | Ret | 7   | NC  | 29     |
| 17   | Andrea Caldarelli        | Prema Racing              | 7   |     | 4   |     | 9   | 10  |     | 24     |
| 18   | Olli Caldwell            | Alpine Elf Team           | Ret | 10  | 8   | 7   | 8   | 11  | 10  | 23     |
| 18   | André Negrão             | Alpine Elf Team           | Ret | 10  | 8   | 7   | 8   | 11  | 10  | 23     |
| 18   | Memo Rojas               | Alpine Elf Team           | Ret | 10  | 8   | 7   | 8   | 11  | 10  | 23     |
| 19   | Mathias Beche            | Prema Racing              |     |     |     |     | 7   |     |     | 6      |
| Pos. | Piloto                   | Equipo                    | SEB | POR | SPA | LMS | MNZ | FUJ | BHR | Puntos |

| Color     | Resultado                                                               |
| --------- | ----------------------------------------------------------------------- |
| Oro       | Ganador                                                                 |
| Plata     | 2.ª plaza                                                               |
| Bronce    | 3.ª plaza                                                               |
| Verde     | Finalizó en los puntos                                                  |
| Azul      | Finalizó sin puntos                                                     |
| Azul      | NC - No clasificado                                                     |
| Violeta   | Ret - No terminó (Carrera)                                              |
| Rojo      | DNQ - No se clasificó                                                   |
| Negro     | DSQ - Descalificado                                                     |
| Blanco    | DNS - No empezó (carrera)                                               |
| Blanco    | WD - Retirado (fin de semana)                                           |
| Blanco    | C - Carrera cancelada                                                   |
| Sin color | DNP - Inscrito pero no participó                                        |
| Sin color | INJ - Lesionado                                                         |
| Sin color | EX - Excluido                                                           |
| Estado    | Resultado                                                               |
| Negrita   | Pole position                                                           |
| Cursiva   | Vuelta rápida                                                           |
| †         | Abandona, pero clasifica al completar el porcentaje requerido para ello |

#### LMGTE Am
| Pos. | Piloto                | Equipo                 | SEB | POR | SPA | LMS | MNZ | FUJ | BHR | Puntos |
| ---- | --------------------- | ---------------------- | --- | --- | --- | --- | --- | --- | --- | ------ |
| 1    | Nicky Catsburg        | Corvette Racing        | 1   | 1   | 2   | 1   | 4   | 2   | 7   | 173    |
| 1    | Ben Keating           | Corvette Racing        | 1   | 1   | 2   | 1   | 4   | 2   | 7   | 173    |
| 1    | Nicolás Varrone       | Corvette Racing        | 1   | 1   | 2   | 1   | 4   | 2   | 7   | 173    |
| 2    | Sarah Bovy            | Iron Dames             | 8   | 3   | 5   | 4   | 5   | 4   | 1   | 118    |
| 2    | Rahel Frey            | Iron Dames             | 8   | 3   | 5   | 4   | 5   | 4   | 1   | 118    |
| 2    | Michelle Gatting      | Iron Dames             | 8   | 3   | 5   | 4   | 5   | 4   | 1   | 118    |
| 3    | Francesco Castellacci | AF Corse               | 5   | 4   | NC  | 5   | 10  | 1   | 4   | 91     |
| 3    | Thomas Flohr          | AF Corse               | 5   | 4   | NC  | 5   | 10  | 1   | 4   | 91     |
| 3    | Davide Rigon          | AF Corse               | 5   | 4   | NC  | 5   | 10  | 1   | 4   | 91     |
| 4    | Julien Andlauer       | Dempsey-Proton Racing  | 2   | 7   | 9   | Ret | 1   | 6   | 6   | 80     |
| 4    | Christian Ried        | Dempsey-Proton Racing  | 2   | 7   | 9   | Ret | 1   | 6   | 6   | 80     |
| 4    | Mikkel O. Pedersen    | Dempsey-Proton Racing  | 2   | 7   | 9   | Ret | 1   | 6   | 6   | 80     |
| 5    | Ahmad Al Harthy       | ORT by TF              | 9   | 8   | 3   | 2   | 7   | 13  | NC  | 65     |
| 5    | Michael Dinan         | ORT by TF              | 9   | 8   | 3   | 2   | 7   | 13  | NC  | 65     |
| 5    | Charlie Eastwood      | ORT by TF              | 9   | 8   | 3   | 2   | 7   | 13  | NC  | 65     |
| 6    | Ben Barker            | GR Racing              | 7   | 11  | 12  | 3   | 3   | 8   | 8   | 64     |
| 6    | Riccardo Pera         | GR Racing              | 7   | 11  | 12  | 3   | 3   | 8   | 8   | 64     |
| 6    | Michael Wainwright    | GR Racing              | 7   | 11  | 12  | 3   | 3   | 8   | 8   | 64     |
| 7    | Takeshi Kimura        | Kessel Racing          | 3   | 10  | 8   | Ret | Ret | 3   | 5   | 58     |
| 8    | Luis Pérez Companc    | Richard Mille AF Corse | Ret | 2   | 1   | Ret | 6   | 9   | 9   | 56     |
| 8    | Alessio Rovera        | Richard Mille AF Corse | Ret | 2   | 1   | Ret | 6   | 9   | 9   | 56     |
| 8    | Lilou Wadoux          | Richard Mille AF Corse | Ret | 2   | 1   | Ret | 6   | 9   | 9   | 56     |
| 9    | Daniel Mancinelli     | NorthWest AMR          |     |     | 7   | 6   |     | 7   | 3   | 51     |
| 9    | Alex Riberas          | NorthWest AMR          |     |     | 7   | 6   |     | 7   | 3   | 51     |
| 9    | Ian James             | NorthWest AMR          |     |     | 7   | 6   |     | 7   | 3   | 51     |
| 10   | Scott Huffaker        | Kessel Racing          | 3   | 10  | 8   | Ret | Ret | 3   |     | 43     |
| 11   | Daniel Serra          | Kessel Racing          | 3   | 10  | 8   | Ret |     |     | 5   | 43     |
| 12   | Simon Mann            | AF Corse               | 4   | 5   | 6   | Ret | 9   | 12  | 11  | 38     |
| 12   | Ulysse de Pauw        | AF Corse               | 4   | 5   | 6   | Ret | 9   |     |     | 38     |
| 13   | Matteo Cairoli        | Project 1 – AO         | 12  | 6   | WD  | 7   | 8   | 5   | 10  | 36     |
| 14   | Tomonobu Fujii        | D'Station Racing       | 10  | NC  | 10  | Ret | Ret | 10  | 2   | 31     |
| 14   | Casper Stevenson      | D'Station Racing       | 10  | NC  | 10  | Ret | Ret | 10  | 2   | 31     |
| 15   | Matteo Cressoni       | Iron Lynx              | 6   | 12  | 11  | Ret | 2   | 11  | Ret | 30     |
| 15   | Alessio Picariello    | Iron Lynx              | 6   | 12  | 11  | Ret | 2   | 11  | Ret | 30     |
| 15   | Claudio Schiavoni     | Iron Lynx              | 6   | 12  | 11  | Ret | 2   | 11  | Ret | 30     |
| 16   | Liam Talbot           | D'Station Racing       |     |     |     |     |     |     | 2   | 27     |
| 17   | P. J. Hyett           | Project 1 – AO         | 12  |     | WD  | 7   |     | 5   | 10  | 24     |
| 17   | Gunnar Jeannette      | Project 1 – AO         | 12  |     | WD  | 7   |     | 5   | 10  | 24     |
| 18   | Stefano Costantini    | AF Corse               | 4   |     |     | Ret |     |     |     | 18     |
| 19   | Diego Alessi          | AF Corse               |     | 5   | 6   | Ret |     |     |     | 18     |
| 20   | Ritomo Miyata         | Kessel Racing          |     |     |     |     |     | 3   |     | 15     |
| 21   | Esteban Masson        | Kessel Racing          |     |     |     |     |     |     | 5   | 15     |
| 22   | Harry Tincknell       | Proton Competition     | WD  | 9   | 4   | Ret |     |     |     | 14     |
| 22   | Ryan Hardwick         | Proton Competition     | WD  | 9   | 4   |     |     |     |     | 14     |
| 22   | Zacharie Robichon     | Proton Competition     | WD  | 9   | 4   |     |     |     |     | 14     |
| 23   | Guilherme Oliveira    | Project 1 – AO         |     | 6   |     |     | 8   |     |     | 12     |
| 24   | Miguel Ramos          | Project 1 – AO         |     | 6   |     |     |     |     |     | 8      |
| 25   | Efrin Castro          | Project 1 – AO         |     |     |     |     | 8   |     |     | 3      |
| 26   | Satoshi Hoshino       | D'Station Racing       | 10  | NC  | 10  | Ret | Ret | 10  |     | 4      |
| 27   | Julien Piguet         | AF Corse               |     |     |     | Ret | 9   |     |     | 2      |
| 28   | Kei Cozzolino         | Kessel Racing          |     |     |     |     | Ret |     |     | 0      |
| 28   | Kei Cozzolino         | AF Corse               |     |     |     |     |     | 12  | 11  | 0      |
| 29   | Paul Dalla Lana       | NorthWest AMR          | 11  | 13  |     |     |     |     |     | 0      |
| 29   | Axcil Jefferies       | NorthWest AMR          | 11  | 13  |     |     |     |     |     | 0      |
| 29   | Nicki Thiim           | NorthWest AMR          | 11  | 13  |     |     |     |     |     | 0      |
| 30   | Franck Dezoteux       | AF Corse               |     |     |     |     |     |     | 11  | 0      |
| 31   | Hiroshi Koizumi       | AF Corse               |     |     |     |     |     | 12  |     | 0      |
| NC   | Jonas Ried            | Proton Competition     |     |     |     | Ret |     |     |     | 0      |
| NC   | Don Yount             | Proton Competition     |     |     |     | Ret |     |     |     | 0      |
| Pos. | Piloto                | Equipo                 | SEB | POR | SPA | LMS | MNZ | FUJ | BHR | Puntos |

| Color     | Resultado                                                               |
| --------- | ----------------------------------------------------------------------- |
| Oro       | Ganador                                                                 |
| Plata     | 2.ª plaza                                                               |
| Bronce    | 3.ª plaza                                                               |
| Verde     | Finalizó en los puntos                                                  |
| Azul      | Finalizó sin puntos                                                     |
| Azul      | NC - No clasificado                                                     |
| Violeta   | Ret - No terminó (Carrera)                                              |
| Rojo      | DNQ - No se clasificó                                                   |
| Negro     | DSQ - Descalificado                                                     |
| Blanco    | DNS - No empezó (carrera)                                               |
| Blanco    | WD - Retirado (fin de semana)                                           |
| Blanco    | C - Carrera cancelada                                                   |
| Sin color | DNP - Inscrito pero no participó                                        |
| Sin color | INJ - Lesionado                                                         |
| Sin color | EX - Excluido                                                           |
| Estado    | Resultado                                                               |
| Negrita   | Pole position                                                           |
| Cursiva   | Vuelta rápida                                                           |
| †         | Abandona, pero clasifica al completar el porcentaje requerido para ello |

### Campeonato de Fabricantes

#### Hypercar
| Pos. | Fabricante  | SEB | POR | SPA | LMS | MNZ | FUJ | BHR | Puntos |
| ---- | ----------- | --- | --- | --- | --- | --- | --- | --- | ------ |
| 1    | Toyota      | 1   | 1   | 1   | 2   | 1   | 1   | 1   | 217    |
| 2    | Ferrari     | 3   | 2   | 3   | 1   | 2   | 4   | 3   | 161    |
| 3    | Porsche     | 5   | 3   | 4   | 7   | 4   | 3   | 4   | 99     |
| 4    | Cadillac    | 4   | 4   | 5   | 3   | 10  | 10  | 11  | 79     |
| 5    | Peugeot     | 9   | 5   | 7   | 6   | 3   | 7   | 8   | 67     |
| 6    | Glickenhaus | Ret | 8   | 6   | 5   | 8   |     |     | 36     |
| 7    | Vanwall     | 8   | Ret | Ret | Ret | 12  | 11  | 12  | 10     |
| Pos. | Fabricante  | SEB | POR | SPA | LMS | MNZ | FUJ | BHR | Puntos |

### Campeonato de Equipos

#### Hypercar
| Pos. | N.º | Equipo             | SEB | POR | SPA | LMS | MNZ | FUJ | BHR | Puntos |
| ---- | --- | ------------------ | --- | --- | --- | --- | --- | --- | --- | ------ |
| 1    | 38  | Hertz Team Jota    |     |     | 1   | 1   | 1   | 1   | 1   | 163    |
| 2    | 99  | Proton Competition |     |     |     |     | Ret | 2   | 2   | 45     |
| Pos. | N.º | Equipo             | SEB | POR | SPA | LMS | MNZ | FUJ | BHR | Puntos |

#### LMP2
| Pos. | N.º | Equipo                    | SEB | POR | SPA | LMS | MNZ | FUJ | BHR | Puntos |
| ---- | --- | ------------------------- | --- | --- | --- | --- | --- | --- | --- | ------ |
| 1    | 41  | Team WRT                  | 4   | 3   | 1   | 2   | 3   | 1   | 1   | 173    |
| 2    | 34  | Inter Europol Competition | 3   | 9   | 3   | 1   | 5   | 9   | 6   | 114    |
| 3    | 22  | United Autosports         | 1   | 2   | 5   | 8   | 6   | 2   | 9   | 104    |
| 4    | 31  | Team WRT                  | 6   | 6   | 6   | 4   | Ret | 3   | 2   | 94     |
| 5    | 23  | United Autosports         | Ret | 1   | 2   | 6   | 4   | 4   | 8   | 92     |
| 6    | 28  | Jota                      | 5   | 7   | 9   | 9   | 1   | 6   | 3   | 84     |
| 7    | 36  | Alpine Elf Team           | 8   | 8   | 7   | 3   | 2   | 5   | 7   | 83     |
| 8    | 63  | Prema Racing              | 2   | 4   | 10  | Ret | 7   | 10  | 5   | 63     |
| 9    | 9   | Prema Racing              | 7   | 5   | 4   | 10  | 9   | 8   | 4   | 57     |
| 10   | 10  | Vector Sport              | 9   | 11  | Ret | 5   | Ret | 7   | NC  | 29     |
| 11   | 35  | Alpine Elf Team           | Ret | 10  | 8   | 7   | 8   | 11  | 10  | 23     |
| Pos. | N.º | Equipo                    | SEB | POR | SPA | LMS | MNZ | FUJ | BHR | Puntos |

#### LMGTE Am
| Pos. | N.º | Equipo                 | SEB | POR | SPA | LMS | MNZ | FUJ | BHR | Puntos |
| ---- | --- | ---------------------- | --- | --- | --- | --- | --- | --- | --- | ------ |
| 1    | 33  | Corvette Racing        | 1   | 1   | 2   | 1   | 4   | 2   | 7   | 173    |
| 2    | 85  | Iron Dames             | 8   | 3   | 5   | 4   | 5   | 4   | 1   | 118    |
| 3    | 54  | AF Corse               | 5   | 4   | NC  | 5   | 10  | 1   | 4   | 91     |
| 4    | 77  | Dempsey-Proton Racing  | 2   | 7   | 9   | Ret | 1   | 6   | 6   | 80     |
| 5    | 25  | ORT by TF              | 9   | 8   | 3   | 2   | 7   | 13  | NC  | 65     |
| 6    | 86  | GR Racing              | 7   | 11  | 12  | 3   | 3   | 8   | 8   | 64     |
| 7    | 57  | Kessel Racing          | 3   | 10  | 8   | Ret | Ret | 3   | 5   | 58     |
| 8    | 83  | Richard Mille AF Corse | Ret | 2   | 1   | Ret | 6   | 9   | 9   | 56     |
| 9    | 98  | NorthWest AMR          | 11  | 13  | 7   | 6   |     | 7   | 3   | 51     |
| 10   | 21  | AF Corse               | 4   | 5   | 6   | Ret | 9   | 12  | 11  | 38     |
| 11   | 56  | Project 1 – AO         | 12  | 6   | WD  | 7   | 8   | 5   | 10  | 36     |
| 12   | 777 | D'Station Racing       | 10  | NC  | 10  | Ret | Ret | 10  | 2   | 31     |
| 13   | 60  | Iron Lynx              | 6   | 12  | 11  | Ret | 2   | 11  | Ret | 30     |
| 14   | 88  | Proton Competition     | WD  | 9   | 4   | Ret |     |     |     | 14     |
| Pos. | N.º | Equipo                 | SEB | POR | SPA | LMS | MNZ | FUJ | BHR | Puntos |

### Citas
1. ↑  «2023 Calendar Announced!» (en inglés). www.fiawec.com. 7 de julio de 2021. Consultado el 29 de septiembre de 2022.
2. 1 2 3  «Los Cadillac V-LMDh ya tienen pilotos tanto en el WEC como en IMSA». Motor.es. 4 de octubre de 2022. Consultado el 5 de octubre de 2022.
3. ↑  CarGlobe, Redacción (20 de julio de 2022). «Porsche 963, el nuevo prototipo LMDh de Porsche Penske Motorsport». CarGlobe. Consultado el 21 de julio de 2022.
4. 1 2 3 4 5 6  «Porsche desvela las alineaciones de pilotos para el WEC y el IMSA en 2023». lat.motorsport.com. Consultado el 28 de diciembre de 2022.
5. ↑  «Toyota Gazoo Racing no descarta construir un sucesor del GR010 Hybrid». Motor.es. 2 de junio de 2022. Consultado el 21 de julio de 2022.
6. 1 2 3 4 5 6  «Toyota repite alineación en el WEC 2023: José María López sigue». lat.motorsport.com. Consultado el 28 de diciembre de 2022.
7. ↑  «Hertz Announces JOTA-run Porsche for 2023 WEC». www.fiawec.com (en inglés). Consultado el 5 de octubre de 2022.
8. 1 2 3  «ELMS champion Ye steps up to Jota Porsche LMDh squad in WEC». www.autosport.com (en inglés). Consultado el 13 de noviembre de 2022.
9. ↑  «OFICIAL: Ferrari se unirá al WEC en 2023 con un hypercar». soymotor.com. 24 de febrero de 2021. Consultado el 3 de agosto de 2021.
10. 1 2 3 4 5 6  «Antonio Giovinazzi participará en el Campeonato Mundial de Resistencia FIA 2023 con Ferrari». www.f1aldia.com (en inglés). Consultado el 3 de junio de 2023.
11. ↑  «El Peugeot 9x8 ya tiene fecha para debutar». Motor y Racing. Consultado el 21 de julio de 2022.
12. 1 2 3 4 5 6  Lloyd, Daniel. «Mueller to Race for Peugeot in Hypercar Next Season – Sportscar365». sportscar365.com (en inglés estadounidense). Consultado el 5 de octubre de 2022.
13. ↑  «Proton se queda los dos últimos Porsche 963 LMDh para competir en WEC e IMSA». www.motor.es. 19 de noviembre de 2022. Consultado el 28 de diciembre de 2022.
14. 1 2  «Proton anuncia a los pilotos de su Porsche 963 para las 6 Horas de Monza». Diariomotor Competición. Consultado el 3 de junio de 2023.
15. ↑  «Glickenhaus confirma su presencia en el WEC y Le Mans». soymotor.com. 13 de diciembre de 2022. Consultado el 28 de diciembre de 2022.
16. 1 2 3 4  «6h Spa: Franck Mailleux startet im Glickenhaus 007 / FIA WEC - SPEEDWEEK.COM». www.speedweek.com (en alemán). 23 de abril de 2023. Consultado el 3 de junio de 2023.
17. 1 2 3 4  «Prema Racing announces full line-up for 2023 FIA WEC season». Prema Racing (en inglés). Consultado el 1 de febrero de 2023.
18. ↑  Euwema, Davey (1 de febrero de 2023). «Kvyat, Bortolotti Join Prema LMP2 Lineup». sportscar365.com. John Dagys Media. Consultado el 1 de febrero de 2023.
19. ↑  «Doriane Pin in LMP2 at Prema with at least one Lamborghini driver». Endurance Info (en inglés). Consultado el 12 de diciembre de 2022.
20. ↑  Dagys, John (15 de agosto de 2022). «United Planning Return to Two-Car LMP2 Squad in 2023». sportscar365.com. John Dagys Media. Consultado el 15 de agosto de 2022.
21. ↑  Lloyd, Daniel (15 de diciembre de 2022). «Hanley to Sub for United’s Albuquerque at Two Races». sportscar365.com. John Dagys Media. Consultado el 15 de diciembre de 2022.
22. 1 2  Mercier, Laurent (22 de julio de 2022). «Phil Hanson rempile chez United Autosports en 2023». endurance-info.com (en francés). Consultado el 8 de noviembre de 2022.
23. 1 2  «IMSA Champions Blomqvist & Jarvis Contest 2023 WEC Championship with United Autosports». unitedautosports.com. Consultado el 7 de octubre de 2022.
24. ↑  «United Autosports Secure Josh Pierson for 2023 WEC Season». unitedautosports.com. Consultado el 7 de octubre de 2022.
25. ↑  Lloyd, Daniel (8 de diciembre de 2022). «United Signs Van der Garde for IMSA-Clashing Rounds». sportscar365.com. John Dagys Media. Consultado el 8 de diciembre de 2022.
26. ↑  Euwema, Davey (10 de noviembre de 2022). «JOTA to Run Single LMP2 Alongside Porsche LMDh in 2023». sportscar365.com. John Dagys Media. Consultado el 10 de noviembre de 2022.
27. ↑  Watkins, Gary. «WRT plans to keep WEC LMP2 programme alongside BMW LMDh tests». motorsport.com. Motorsport Network. Consultado el 7 de septiembre de 2022.
28. ↑  Informacja prasowa. «Żyjemy w ciekawych czasach – rozmowa z Wojciechem Śmiechowskim». ŚwiatWyścigów.pl (en pl-pl). Consultado el 30 de diciembre de 2022.
29. ↑  Goodwin, Graham (20 de septiembre de 2022). «Signatech Set To Field Two-Car LMP2 Effort In 2023 FIA WEC». Dailysportscar. Consultado el 20 de septiembre de 2022.
30. 1 2 3 4 5  «An official Ferrari driver with Kessel Racing in WEC». endurance-info.com. 4 de enero de 2023. Consultado el 5 de enero de 2023.
31. 1 2 3 4  Lloyd, Daniel (10 de enero de 2023). «Stevenson Joins D’station Aston Martin Squad». sportscar365.com. John Dagys Media. Consultado el 10 de enero de 2023.
32. 1 2 3  Dagys, John (18 de octubre de 2022). «Keating Joins Corvette Racing for GTE-Am Effort». sportscar365.com. John Dagys Media. Consultado el 18 de octubre de 2022.
33. 1 2 3 4 5 6  Lloyd, Daniel (11 de enero de 2023). «Iron Lynx Confirms Switch to Porsche for GTE Program». sportscar365.com. John Dagys Media. Consultado el 11 de enero de 2023.
34. 1 2 3  «Alex Riberas correrá WEC y Le Mans 2023 con Heart of Racing». Diariomotor Competición. Consultado el 3 de junio de 2023.

- Datos: Q106018424
- Multimedia: 2023 in FIA World Endurance Championship / Q106018424